# Провулок Василя Стуса (Житомир)
Прову́лок Василя Стуса  — провулок у Богунському районі Житомира. Названий на честь борця за незалежність України, українського письменника, поета, прозаїка, перекладача, правозахисника та дисидента Василя Стуса.

## Розташування
З'єднує вулиці Олени Теліги та Західну в напрямку на північний схід, паралельно до провулків Івана Багряного та Василя Кука. Провулок має бічне відгалуження праворуч.
Загальна довжина провулка — 400 метрів.

## Історія
Попередня назва — 2-й провулок Чкалова. 19 лютого 2016 року, відповідно до розпорядження Житомирського міського голови № 112 «Про перейменування топонімічних об'єктів та демонтаж пам'ятних знаків у м. Житомирі», був перейменований на провулок Василя Стуса.